# Skimmia japonica
Espèce
Classification phylogénétique
La Skimmia du Japon (Skimmia japonica ) est une espèce de petit arbrisseau sempervirent de la famille des Rutacées, dont de nombreux cultivars sont utilisés comme arbustes d'ornement. Il est originaire du Japon, de Corée et  du nord-est de la Chine.

## Description

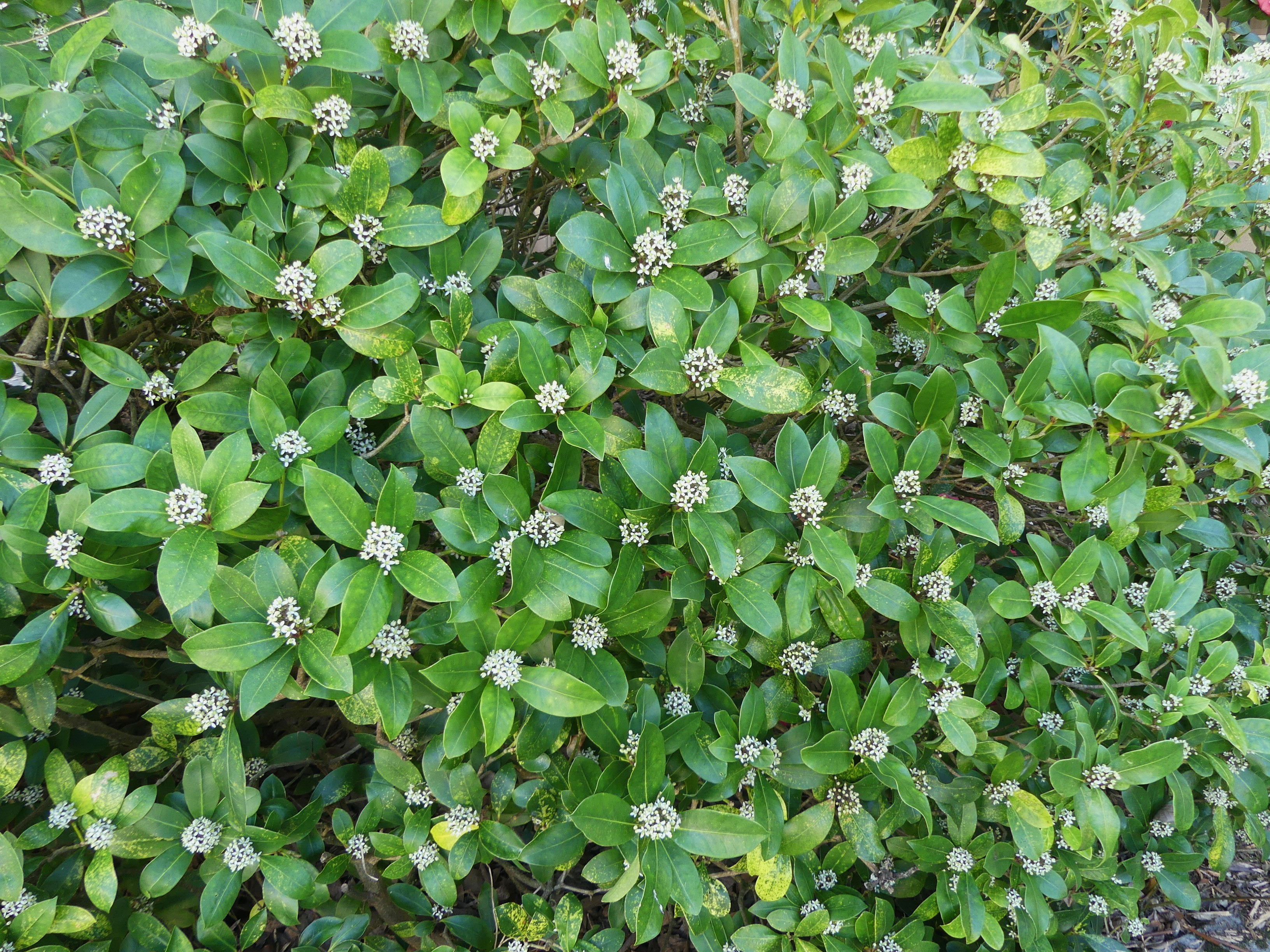
Skimmia du Japon en pleine floraison.

Skimmia japonica est un arbuste dioïque de forme arrondie qui mesure de 1 m à 1,5 m de hauteur à croissance lente. Ses feuilles persistantes, de forme oblongue ou ovale, mesurent jusqu'à 12 cm de longueur, et de 7 à 10 cm en moyenne. Le dessous des feuilles est d'un vert plus clair, tirant sur le jaune, que le dessus. Il fleurit à la fin de l'hiver. Ses fleurs parfumées à quatre ou cinq tépales sont généralement blanches, mais il existe des variétés tirant sur le rose.  Ses boutons sont teintés de rouge. Ses baies sont rouges.

## Taxonomie
Synonymes:
- Skimmia oblata T.Moore
- Skimmia oblata var. veitchii (Carrière) Carrière [≡ Skimmia japonica var. veitchii]
- Skimmia repens Nakai [≡ Skimmia japonica var. intermedia forma repens]
- Skimmia veitchii Carrière [≡ Skimmia japonica var. veitchii]

Sous-espèces:
- Skimmia japonica var. intermedia Komatsu
- Skimmia japonica var. veitchii (Carrière) Rehder